# Xã Jackson, Quận Van Wert, Ohio
Xã Jackson (tiếng Anh: Jackson Township) là một xã thuộc quận Van Wert, tiểu bang Ohio, Hoa Kỳ. Năm 2010, dân số của xã này là 469 người.